# Сычёв, Анатолий Павлович
Анатолий Павлович Сычёв (род. 10 марта 1938, Рождественка, Новосибирская область) — председатель Новосибирского областного Совета депутатов[когда?]. Председатель Комитета по делам Федерации, Федеративному договору и региональной политике в Совете Федерации РФ.

## Биография
Окончил Сибирский металлургический институт, Новосибирскую высшую партийную школу.
Доцент. Кандидат юридических наук.

## Награды
- Орден «Знак Почёта» — награждён дважды.
- Орден «Дружбы».
- Почётная грамота Совета Федерации[3].
- Памятный знак «За труд на благо города» (Новосибирск, 2013)[4].